# Oh Ah-yeon
Oh Ah-yeon (* 6. März 1992 in Südkorea) ist eine südkoreanische Schauspielerin.

## Leben und Karriere
Oh wurde am 6. März 1992 in Südkorea geboren. Sie studierte an der Korea National University of Arts. Ihr Debüt gab sie 2014 in dem Film December. Danach spielte sie in der Serie Mepsi Meow mit. 2018 bekam sie eine Rolle in Mr. Sunshine.
Im selben Jahr wurde sie für die Serie WHY gecastet. Außerdem bekam sie in dem Film Gonjiam: Haunted Asylum die Hauptrolle. Oh spielte 2019 in der Serie Search: WWW mit. Außerdem trat sie 2022 in Gentlemen auf.

## Filmografie (Auswahl)
Filme
- 2014: December
- 2015: I’m After You
- 2017: Heart Blackened
- 2019: Gonjiam: Haunted Asylum
- 2022: Gentleman

Serien
- 2017: Mepsi Meow
- 2017: Distorted
- 2018: Mr. Sunshine
- 2018: WHY
- 2019: Search: WWW